# Crystallogobius linearis
Crystallogobius linearis е вид бодлоперка от семейство Попчеви (Gobiidae). Видът не е застрашен от изчезване.

## Разпространение и местообитание
Разпространен е в Албания, Белгия, Босна и Херцеговина, Великобритания (Северна Ирландия), Германия, Гибралтар, Гърнси, Гърция (Егейски острови), Дания, Джърси, Ирландия, Испания, Италия (Сардиния и Сицилия), Малта, Монако, Нидерландия, Норвегия, Португалия (Мадейра), Словения, Турция, Фарьорски острови, Франция (Корсика), Хърватия, Черна гора и Швеция.
Обитава крайбрежията на морета. Среща се на дълбочина от 1 до 130 m, при температура на водата от 7,3 до 12,2 °C и соленост 33,7 – 35,2 ‰.

## Описание
На дължина достигат до 3,9 cm.
Продължителността им на живот е около 1 година.